# The Bootleg Series Volumes 1-3 (Rare & Unreleased) 1961-1991
The Bootleg Series Volumes 1-3 (Rare & Unreleased) 1961-1991 es una caja recopilatoria del músico estadounidense Bob Dylan, publicada por la compañía discográfica Columbia Records en marzo de 1991.
El álbum, que supone la primera publicación de la colección The Bootleg Series, incluye tres discos con canciones inéditas y tomas alternativas de grabaciones que resumen sus primeros treinta años de carrera musical, entre 1961 y 1989. Fue certificado disco de oro por la RIAA en Estados Unidos, donde alcanzó el puesto 49 en la lista Billboard 200. En el Reino Unido, el álbum alcanzó el puesto 32 de la lista de discos más vendidos.

## Contenido
De los 58 temas que conforman The Bootleg Series Volumes 1-3, 46 son descartes de sesiones de grabación de álbumes de estudio. Los doce restantes temas son o bien grabaciones en directo o bien demos caseras, tres de las cuales a su vez fueron publicadas también en 2010 en The Bootleg Series Vol. 9: The Witmark Demos: 1962-1964, el noveno volumen de la colección The Bootleg Series.
Publicado en 1991 debido en parte a la gran demanda de material largamente pirateado, el recopilatorio contiene rarezas y canciones inéditas de sesiones que van desde su álbum epónimo hasta la grabación en 1989 de Oh Mercy.

## Lista de canciones
Todas las canciones escritas y compuestas por Bob Dylan excepto donde se anota. 
| Disco uno |                                                                                               |                    |          |  |
| N.º       | Título                                                                                        | Fecha de grabación | Duración |  |
| 1.        | «Hard Times In New York Town» (Grabación casera en el Minnesota Hotel)                        | 22-12-1961         | 2:19     |  |
| 2.        | «He Was a Friend of Mine» (Descarte del álbum Bob Dylan)                                      | 20-11-1961         | 4:02     |  |
| 3.        | «Man On The Street» (Descarte del álbum Bob Dylan)                                            | 22-11-1961         | 1:56     |  |
| 4.        | «No More Auction Block» (Directo en el café Gaslight de Greenwich Village)                    | 05-10-1961         | 3:03     |  |
| 5.        | «House Carpenter» (Descarte del álbum Bob Dylan)                                              | 22-11-1961         | 4:08     |  |
| 6.        | «Talkin' Bear Mountain Picnic Massacre Blues» (Descarte del álbum The Freewheelin' Bob Dylan) | 25-04-1962         | 3:45     |  |
| 7.        | «Let Me Die in My Footsteps» (Descarte del álbum The Freewheelin' Bob Dylan)                  | 25-04-1962         | 3:33     |  |
| 8.        | «Rambling, Gambling Willie» (Descarte del álbum The Freewheelin' Bob Dylan)                   | 24-04-1962         | 4:13     |  |
| 9.        | «Talkin' Hava Negeilah Blues» (Descarte del álbum The Freewheelin' Bob Dylan)                 | 25-04-1962         | 0:52     |  |
| 10.       | «Quit Your Low Down Ways» (Descarte del álbum The Freewheelin' Bob Dylan)                     | 09-07-1962         | 2:39     |  |
| 11.       | «Worried Blues» (Descarte del álbum The Freewheelin' Bob Dylan)                               | 09-07-1962         | 2:39     |  |
| 12.       | «Kingsport Town» (Descarte del álbum The Freewheelin' Bob Dylan)                              | 14-11-1962         | 3:29     |  |
| 13.       | «Walkin' Down The Line» (Demo de 1963 para la compañía Witmark Music Publishing)              | 1963               | 2:52     |  |
| 14.       | «Walls Of Red Wing» (Descarte del álbum The Freewheelin' Bob Dylan)                           | 24-04-1962         | 5:05     |  |
| 15.       | «Paths Of Victory» (Descarte del álbum The Times They Are A-Changin')                         | 12-04-1963         | 3:17     |  |
| 16.       | «Talkin' John Birch Paranoid Blues» (En directo desde el Carnegie Hall)                       | 26-10-1963         | 4:25     |  |
| 17.       | «Who Killed Davey Moore?» (En directo desde el Carnegie Hall)                                 | 26-10-1963         | 3:09     |  |
| 18.       | «Only A Hobo» (Descarte del álbum The Times They Are A-Changin')                              | 12-08-1963         | 3:29     |  |
| 19.       | «Moonshiner» (Descarte del álbum The Times They Are A-Changin')                               | 12-08-1963         | 5:06     |  |
| 20.       | «When the Ship Comes In» (Demo de 1962 para la compañía Witmark Music Publishing)             | 1962               | 2:55     |  |
| 21.       | «The Times They Are a-Changin'"» (Demo de 1963 para la compañía Witmark Music Publishing)     | 1963               | 3:00     |  |
| 22.       | «Last Thoughts on Woody Guthrie» (Poema recitado en el Town Hall)                             | 12-04-1962         | 7:07     |  |

| Disco dos | |                    |          |  |
| N.º       | Título | Fecha de grabación | Duración |  |
| 1.        | «Seven Curses» (del álbum The Times They Are A-Changin')                                                     | 06-10-1963         | 3:49     |  |
| 2.        | «Eternal Circle» (Descarte del álbum The Times They Are A-Changin')                                          | 24-10-1963         | 2:38     |  |
| 3.        | «Suze (The Cough Song)» (Descarte del álbum The Times They Are A-Changin')                                   | 24-10-1963         | 1:58     |  |
| 4.        | «Mama, You Been On My Mind» (Descarte del álbum Another Side of Bob Dylan)                                   | 09-06-1964         | 2:56     |  |
| 5.        | «Farewell Angelina» (Descarte del álbum Bringing It All Back Home)                                           | 13-01-1965         | 5:27     |  |
| 6.        | «Subterranean Homesick Blues» (Toma alternativa del álbum Bringing It All Back Home)                         | 13-01-1965         | 2:56     |  |
| 7.        | «If You Gotta Go, Go Now (Or Else You Got To Stay All Night)» (Descarte del álbum Bringing It All Back Home) | 15-06-1965         | 2:56     |  |
| 8.        | «Sitting On A Barbed Wire Fence» (Toma alternativa del álbum Highway 61 Revisited)                           | 15-06-1965         | 1:36     |  |
| 9.        | «Like a Rolling Stone» (Ensayo en el estudio)                                                                | 15-06-1965         | 3:22     |  |
| 10.       | «It Takes a Lot to Laugh, It Takes a Train to Cry» (Toma alternativa del álbum Highway 61 Revisited)         | 15-06-1965         | 3:22     |  |
| 11.       | «I'll Keep It With Mine» (Ensayo en el estudio)                                                              | 27-01-1966         | 3:39     |  |
| 12.       | «She's Your Lover Now» (Tom alternativa del álbum Blonde on Blonde)                                          | 21-01-1966         | 6:10     |  |
| 13.       | «I Shall Be Released» (Grabación de The Basement Tapes)                                                      | Mediados de 1967   | 3:56     |  |
| 14.       | «Santa-Fe» (Grabación de The Basement Tapes)                                                                 | Mediados de 1967   | 2:10     |  |
| 15.       | «If Not for You» (Toma alternativa del álbum New Morning)                                                    | 01-05-1970         | 3:33     |  |
| 16.       | «Wallflower» (Canción inédita)                                                                               | 04-11-1971         | 2:49     |  |
| 17.       | «Nobody 'Cept You» (Descarte del álbum Planet Waves)                                                         | 02-11-1973         | 2:41     |  |
| 18.       | «Tangled Up in Blue» (Toma alternativa del álbum Blood on the Tracks)                                        | 16-09-1974         | 6:51     |  |
| 19.       | «Call Letter Blues» (Descarte de Blood on the Tracks)                                                        | 16-09-1974         | 4:27     |  |
| 20.       | «Idiot Wind» (Toma alternativa del álbum Blood on the Tracks)                                                | 19-09-1974         | 8:52     |  |

| Disco tres | |                    |          |  |
| N.º        | Título                                                                                             | Fecha de grabación | Duración |  |
| 1.         | «If You See Her, Say Hello» (Descarte del álbum Blood on the Tracks)                               | 06-09-1974         | 3:45     |  |
| 2.         | «Golden Loom» (Descarte del álbum Desire)                                                          | 20-06-1975         | 4:26     |  |
| 3.         | «Catfish» (Descarte del álbum Desire)                                                              | 28-07-1975         | 2:48     |  |
| 4.         | «Seven Days» (En directo desde Tampa, Florida)                                                     | 21-04-1976         | 4:00     |  |
| 5.         | «Ye Shall Be Changed» (Descarte del álbum Slow Train Coming)                                       | 02-05-1979         | 4:09     |  |
| 6.         | «Every Grain of Sand» (Demo para Special Rider Music)                                              | 23-09-1980         | 3:38     |  |
| 7.         | «You Changed My Life» (Descarte del álbum Shot of Love)                                            | 23-04-1981         | 5:14     |  |
| 8.         | «Need a Woman» (Descarte del álbum Shot of Love)                                                   | 04-05-1981         | 5:43     |  |
| 9.         | «Angelina» (Descarte del álbum Shot of Love)                                                       | 04-05-1981         | 6:57     |  |
| 10.        | «Someone's Got a Hold of My Heart» (Versión temprana de la canción "Tight Connection To My Heart") | 25-04-1983         | 4:33     |  |
| 11.        | «Tell Me» (Descarte del álbum Infidels)                                                            | 21-04-1983         | 4:24     |  |
| 12.        | «Lord Protect My Child» (Descarte del álbum Infidels)                                              | 03-05-1983         | 3:57     |  |
| 13.        | «Foot of Pride» (Descarte del álbum Infidels)                                                      | 25-04-1983         | 5:57     |  |
| 14.        | «Blind Willie McTell» (Descarte del álbum Infidels)                                                | 05-05-1983         | 5:52     |  |
| 15.        | «When the Night Comes Falling from the Sky» (Toma alternativa del álbum Empire Burlesque)          | 19-02-1985         | 5:37     |  |
| 16.        | «Series of Dreams» (Descarte del álbum Oh Mercy)                                                   | 23-03-1989         | 5:52     |  |

## Posición en listas
| País           | Lista                    | Posición |
| -------------- | ------------------------ | -------- |
| Australia      | ARIA Albums Chart        | 46       |
| Estados Unidos | Billboard 200            | 49       |
| Noruega        | VG-lista Top 40 Albums   | 16       |
| Nueva Zelanda  | New Zealand Music Charts | 34       |
| Reino Unido    | UK Albums Chart          | 32       |
| Suecia         | Albums Top 60            | 32       |
| Suiza          | Swiss Top Albums 100     | 27       |